# تيقظ

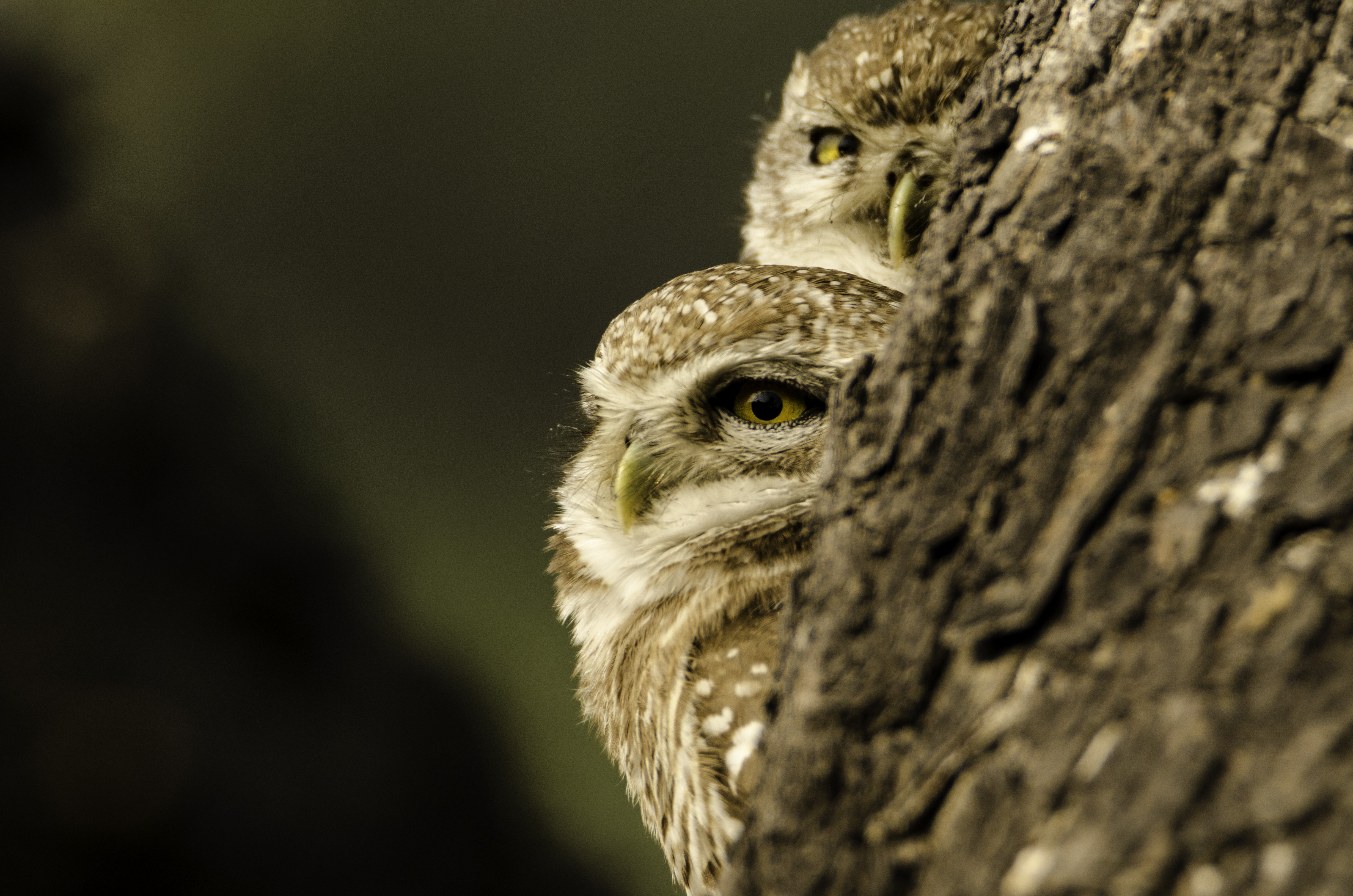

التيقظ (بالإنجليزية: Arousal) هي الحالة الفسيولوجية والنفسية للاستيقاظ أو تحفيز أعضاء الحس إلى حد الإدراك. يشتمل التيقظ على تفعيل الجهاز التنشيطي الشبكي في جذع الدماغ والجهاز العصبي اللاإرادي وجهاز الغدد الصماء، مما يؤدي لزيادة في معدل ضربات القلب وزيادة في ضغط الدم وحالة من اليقظة الحسية والرغبة والحركة والاستعداد للاستجابة لأي مؤثر.